# بلة
بلة قرية سوريّة تتبع إداريّاً لمحافظة حلب منطقة عين العرب ناحية مركز شيوخ تحتاني، بلغ تعداد سكانها 239 نسمة حسب التعداد السكاني لعام 2004.